# Marian Brandys
Marian Brandys (ur. 25 stycznia 1912 w Wiesbaden, zm. 20 listopada 1998 w Warszawie) – polski prozaik, reportażysta.

## Życiorys
Urodził się w inteligenckiej rodzinie Henryka i Eugenii Landau, pochodzenia żydowskiego zasymilowanej w Polsce . Brandysowie byli właścicielami banku w Łodzi. Marian i o cztery lata młodszy brat Kazimierz uczęszczali do Szkoły Zgromadzenia Kupców Miasta Łodzi – jednej z najlepszych w Europie męskich szkół, w której języków obcych uczyli zagraniczni nauczyciele. Marian ukończył studia na Wydziale Prawa Uniwersytetu Warszawskiego (jak jego brat, również późniejszy pisarz) i został aplikantem sądowym.
Na stopień podporucznika został mianowany ze starszeństwem z 1 stycznia 1934 i 815. lokatą w korpusie oficerów rezerwy piechoty. W czasie kampanii wrześniowej walczył w szeregach 180 pułku piechoty należącego do 50 Dywizji Piechoty. 6 października, po zakończeniu bitwy pod Kockiem, dostał się do niemieckiej niewoli w Woli Gułowskiej. W latach 1939–1945 przebywał kolejno w Oflagu IV C Colditz, Oflagu II A Prenzlau, Stalagu II B i od 12 września 1940 w Oflagu II C Woldenberg . 
Po wyzwoleniu z oflagu wstąpił do PPR i rozpoczął pracę w sądownictwie wojskowym. W ostatnich miesiącach wojny był, razem z Edmundem Osmańczykiem, korespondentem frontowym w Berlinie.
Po wojnie pracował jako dziennikarz (m.in. reporter i publicysta tygodnika „Świat”). Był członkiem Stowarzyszenia Pisarzy Polskich oraz Polskiego PEN Clubu. Pod koniec lat 70. XX wieku związał się z opozycją demokratyczną. W 1976 był jednym z sygnatariuszy protestu przeciwko planowanym zmianom w Konstytucji PRL tzw. Memoriału 101. Należał do Towarzystwa Kursów Naukowych i był członkiem jego rady programowej.
20 sierpnia 1980 roku podpisał apel 64 uczonych, pisarzy i publicystów do władz komunistycznych o podjęcie dialogu ze strajkującymi robotnikami.

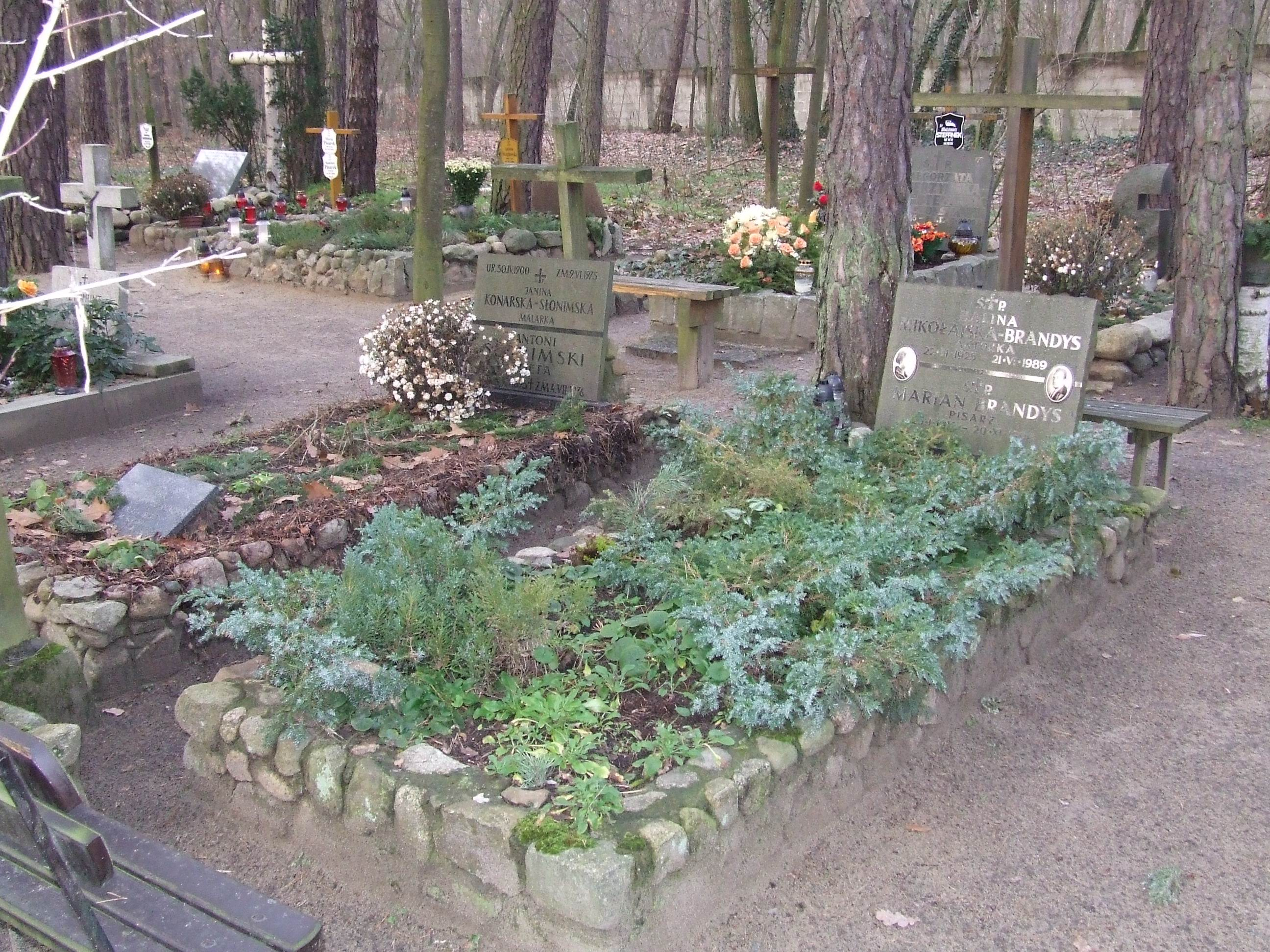
Grób Mariana Brandysa i Haliny Mikołajskiej na cmentarzu leśnym w Laskach

Został pochowany na cmentarzu leśnym w Laskach. 

## Życie prywatne
Mąż aktorki Haliny Mikołajskiej-Brandys. Ich wychowanką jest Antonina Krzysztoń.

## Twórczość
W latach 50. i początku lat 60. publikował głównie reportaże, wydane w zbiorach m.in. Spotkania włoskie, O królach i kapuście. Pisał również książki i opowiadania dla dzieci i młodzieży m.in. Śladami Stasia i Nel oraz Z panem Biegankiem w Abisynii, będące relacją z podróży reporterskiej do Egiptu, Sudanu i Abisynii. W swoich książkach o tematyce historycznej skupił się na historii Polski epoki rozbiorów, głównie czasach napoleońskich oraz Królestwa Kongresowego. Specjalizował się w biografiach ciekawych postaci tego okresu m.in. Marii Walewskiej w Kłopotach z Panią Walewską, Stanisława Poniatowskiego – bratanka króla Stanisława Augusta Poniatowskiego w Nieznanym księciu Poniatowskim, Józefa Sułkowskiego – adiutanta Napoleona w Oficerze największych nadziei, Jana Kozietulskiego w Kozietulski i inni, generała Józefa Zajączka w Generale Arbuzie. W swoich książkach i esejach ważne wydarzenia historyczne przedstawiał przez pryzmat losów jednostek, ich postaw i życiowych wyborów. Jego głównym dziełem jest pięciotomowy Koniec świata szwoleżerów, opisujący ciąg dalszy losów bohaterów wojen napoleońskich z Kozietulskiego i innych: Wincentego Krasińskiego, Tomasza Łubieńskiego, Walentego Zwierkowskiego i ich różne postawy w czasach Królestwa Kongresowego i powstania listopadowego.
Jego książki cieszyły się ogromnym zainteresowaniem czytelników, osiągając wielotysięczne nakłady. Zostały przetłumaczone na kilka języków obcych m.in. niemiecki, rosyjski, francuski.
Był również współautorem scenariuszy (na podstawie własnych opowiadań) do filmów fabularnych: Tarpany i Ludzie z pociągu oraz autorem scenariusza i komentarza do filmu dokumentalnego Grunwald – rok 1410. Zakon krzyżacki napada na Polskę.

## Ordery i odznaczenia
- Krzyż Wielki Orderu Odrodzenia Polski (21 stycznia 1997)[9]
- Krzyż Oficerski Orderu Odrodzenia Polski (15 lipca 1954)[10]
- Medal 10-lecia Polski Ludowej (15 stycznia 1955)[11]
- Odznaka honorowa „Zasłużony dla Warmii i Mazur” (1965)[12]

## Nagrody
- Państwowa Nagroda Artystyczna III stopnia w dziale literatury za zbiór reportaży literackich pt. Spotkania włoskie (1950)[13]
- Nagroda Państwowa III stopnia (1953)

## Twórczość dla młodzieży
- Dom odzyskanego dzieciństwa (1953; opowiadania)
- Wyprawa do Arteku (1953)
- Honorowy łobuz (1957; 7 opowiadań dla młodzieży; ilustracje Bohdan Butenko):
  - Chłopiec z pociągu (opowiadanie zainspirowało film Ludzie z pociągu)
  - Navigare necesse est
  - Experyment naukowy (film Tarpany; Brandys zdaje się popularyzować poglądy Łysenki o „dziedziczeniu cech nabytych”)
  - Śmierć Don Juana (opowiadanie weszło później do tomu zbiorowego Kredą na tablicy)
  - Wiewiórczak
  - Honorowy łobuz
  - W Nałęczowie (o Bolesławie Prusie)
- Podróże Gulliwera (adaptacja powieści Jonathana Swifta)
- Śladami Stasia i Nel (1961)
- Z panem Biegankiem w Abisynii (1962; ciąg dalszy Śladami Stasia i Nel)
- Najdziwniejsze z miast (1972; o Warszawie)

## Twórczość dla dorosłych
- Spotkania włoskie (1949)
- Piotr i Maria  (1950)
- Początek opowieści (1952; o budowie Nowej Huty)
- Wyprawa do oflagu (1955)
- O królach i kapuście (1959)
- Nieznany książę Poniatowski (1960)
- Oficer największych nadziei (1964; esej historyczny o Sułkowskim)
- Kozietulski i inni (1967)
- Kłopoty z Panią Walewską (1969)
- Koniec świata szwoleżerów: (1972–1979)
  - t. 1 Czcigodni weterani
  - t. 2 Niespokojne lata
  - t. 3 Rewolucya w Warszawie
  - t. 4 Zmęczeni bohaterowie
  - t. 5 Nieboska komedia. Odejścia i powroty
  - t. 5 Nieboska komedia. Ogień i popiół
- Z dwóch stron drzwi (1982; wydawnictwo II obiegu)
- Strażnik królewskiego grobu (1984)
- Generał Arbuz (1988)
- Moje przygody z historią (1990)
- Moje przygody z wojskiem (1993)
- Jasienica i inni (1995)
- Dziennik 1972 (1996)
- Dziennik 1976–77 (1996)
- Dziennik 1978 (1997)